# شيلب موبيوسي
شيلب موبيوسي (الاسم العلمي:Schilbe moebiusii) هو نوع من الأسماك يتبع جنس الشيلب من فصيلة الشيلبيات.